# 思春期ビターチェンジ
『思春期ビターチェンジ』（ししゅんきビターチェンジ）は、将良による漫画作品。『COMIC ポラリス』（フレックスコミックス）で2012年10月25日から2019年1月24日まで連載された。
将良が2011年2月から自身のサイトで連載を開始したウェブコミック『ちぇんじ』を下敷きにしており、基本的な内容はほぼ同じ。本編はおおまかに「小学生編」「中学生編」「高校生編」「エピローグ」の4つに分割されており、すべての時系列でばらばらに更新されている。そのため、本編の最終回から読むことも可能である。『COMIC ポラリス』連載版は、「小学生編」を描きながらも「中学生編」から本格的にスタートしている。サイト掲載版の連載は休止しているため、連載版では「中学生編」「高校生編」で描かれていなかったエピソードが含まれている。
「活発な男の子とおとなしい女の子の意識が、ふとした出来事で入れ替わってしまう」という、児童向け小説『おれがあいつであいつがおれで』のような性転換フィクション作品であるが、中学生、高校生と成長を重ねても、ふたりの人格が入れ替わったままになってしまうという点が特徴的である。
2019年10月に朗読劇化、上演された。

## あらすじ
小学4年生の木村佑太は、ある日、公園の木から落ちて同級生の大塚結依と激突してしまう。何とかケガもなく済んだ二人であったが、その拍子にふたりの意識が入れ替わってしまった。困惑する二人だったが、数日経っても互いが元に戻る様子はなく、やがて「いつ元に戻っても良いように、互いの状況を報告し合いながら」それからの日々を生きてゆくことを決意する。しかしこれが二人の、足掛け10年以上に及ぶ長い年月の始まりであった。

## 登場人物
以下では体が佑太で心がユイである人物を「佑太」、体が結衣で心がユウタである人物を「結依」と記す。

### 主要人物
木村 佑太（きむら ゆうた）/ユイ
結依と身体が入れ替わってしまった男子小学生。活発な性格で友人も多いが、がさつで喧嘩っ早い所がある。楽天家。
大塚 結依（おおつか ゆい）/ユウタ
佑太と身体が入れ替わってしまった女子小学生。優等生でクラス委員も経験しているが、頑なすぎる所があり、友人が少ない。スポーツが苦手。
高岡和馬（たかおか かずま）
佑太の幼馴染で、クラスメイト。沈着冷静な性格で、ふたりが「入れ替わり」を打ち明けた同級生。小学4年生から物語の結末まで、ふたりの行く末を見届ける。

### 中学生編
木下 広美（きのした ひろみ）
佑太のクラスメイト。メガネをかけている。まじめな性格が災いして同級生からは距離を置かれていた。しかし、入れ替わり前の自分を木下に重ね合わせていた佑太に優しくされて以降、中身が女（ユイ）である佑太に恋愛感情を抱くようになる。
青木 千春（あおき ちはる）
結依のクラスメイト。かなりの天然である。友人から軽く無視された状態になっていたが、結依に救われる。その後結依を慕うようになる。

### 高校生編
菊池 ひかる（きくち ひかる）
佑太と和馬のクラスメイト。着崩した制服と後ろ毛だけ染まっていない金髪が特徴のバンド少年。フレンドリーで優しい性格でよく自作の歌を佑太、和馬、結衣に披露している。が、結依と和馬はイマイチ不評だが、佑太には好評。結衣のことが気になっている。
橘 隼人（たちばな はやと）
結依のクラスメイト、不良。高校に入学して間もない時に暴力事件を起こし数か月の停学処分を受けたことと、威圧的な態度から教室内で孤立していた。
停学解除後も学校をサボっていて退学を考えていたが、結依の説得で学校へ通うようになる。叔父が経営するラーメン屋でバイトをしている。

### 家族
木村 春樹（きむら はるき）
佑太の弟。お兄ちゃんっ子。佑太と結依が入れ替わってしまったことを初日でいきなり見抜いてしまう。web版ちぇんじでの名前は一樹。
結依の母親
常に体がだるそうにしていて、娘に対して放任気味になっている。夫が帰るといつも口喧嘩になる。
結依の父親
残業で帰るのが遅い。娘の顔もろくに見ておらず、冷たくあしらっている。

## 書誌情報
- 将良 『思春期ビターチェンジ』ほるぷ出版〈ポラリスCOMICS〉、全9巻
  1. 2013年10月15日発売、ISBN 978-4-593-88077-5
  2. 2014年1月15日発売、ISBN 978-4-593-88089-8
  3. 2014年9月12日発売、ISBN 978-4-593-88102-4
  4. 2015年5月15日発売、ISBN 978-4-593-88111-6
  5. 2016年1月15日発売、ISBN 978-4-593-88121-5
  6. 2016年9月15日発売、ISBN 978-4-593-88130-7
  7. 2017年6月15日発売、ISBN 978-4-593-88146-8
  8. 2018年5月15日発売、ISBN 978-4-86675-014-9
  9. 2019年1月15日発売、ISBN 978-4-86675-046-0

## 朗読劇
2019年10月17日～20日に築地本願寺ブディストホールで上演された。
ストーリーは原作単行本1～2巻（小学生編～中学生編）の内容を中心に再編。

### キャスト
Bitter team（10月17日・20日出演）
- 木村佑太 - 山本和臣
- 大塚結依 - 稲川英里
- 高岡和馬 - 小松昌平
- 小林竜之

Sweet team（10月18日・19日出演）
- 木村佑太 - 渡辺紘
- 大塚結依 - 篠田みなみ
- 高岡和馬 - ランズベリー・アーサー
- 村上喜紀

シングルキャスト（全日出演）
- 道井悠
- 秋奈
- 波多野和俊
- 川﨑芽衣子
- 船戸ゆり絵
- 高岸美里亜
- 中垣内冴

### スタッフ
- 原作：将良「思春期ビターチェンジ」（COMICポラリス/フレックスコミックス）
- 脚本：貴志砂印（スマイルアックス）
- 演出：鈴木コウタ（スィンクエンターテインメント）
- 企画・制作：Giant Step

### 主題歌
- 『ポケットメモリー』

作詞 - 大原ゆい子 / 作曲 - 桑原聖（Arte Refact）/ 編曲 - 酒井拓也（Arte Refact）/ 歌 - 大塚結依（稲川英里 / 篠田みなみ）